# إعلان تفاعلي
في العدد الافتتاحي لدورية الإعلان التفاعلي (بالإنجليزية: Journal of Interactive Advertising)، عرّف المحرران لي وليكينبي (2000) الإعلان التفاعلي على أنه «التقديم والترويج المدفوع وغير المدفوع للمنتجات، والخدمات، والأفكار عن طريق راعٍ محدد من خلال وسائل وساطة تتضمن فعلًا مشتركًا بين المستهلكين والمنتجين». يُعتبر الإعلان التفاعلي أكثر شيوعًا على شبكة الإنترنت، عن طريق استخدام مخدم الإعلانات يمكنه إيصال عدد من الوحدات الإعلانية التفاعلية.

## الأهداف
عادة ما تكون أهداف الإعلان التفاعلي شبيهة بالأهداف التقليدية للإعلان، مثل بيع منتج ما. هذا بدوره يعني أن العديد من العناصر التقليدية الخاصة بتأثير الإعلان وفعاليته تبقى ملائمة، حتى ضمن مجال الإعلام التفاعلي. على أي حال، وفقًا لدورية الإعلان التفاعلي 2001، يتمتع الإعلان التفاعلي ببعض الخصائص التي توسع نطاق الأهداف المحتملة وتحسن فعالية الإعلان. بإمكان الإعلان التفاعلي أن يقلل من الخسائر المرتبطة بالإعلانات المنسقة بشكل سيئ أيضًا، لتقليل الصعوبات التي تُواجه أحيانًا في إيصال الرسالة الإعلانية بشكل واضح، وللمساعدة في التغلب على العقبات التي تقف في طريق المنتجات الجديدة.

## الميزات
- يتيح الإعلان التفاعلي للمستهلكين تفسير الإعلانات بطرق فريدة، ويسلط الضوء على الأهمية المتزايدة لدور المستهلك في تحديد قيمة الحملات التسويقية في المجتمعات الحديثة.[2]
- يشجع الإعلان التفاعلي المستهلكين على الانخراط بشكل فعال في الاتصالات التسويقية لتقديم التغذية الراجعة، وإهمال العناصر غير الموضوعية، واستخدام المحتوى الذي يجذبهم.
- أصبحت النزعة الاستهلاكية أكثر بروزًا في الاقتصاد العالمي، وأصبحت التفاعلات الاجتماعية أكثر أهمية لتأسيس علاقات صحية طويلة الأمد مع المستهلكين، وتتزايد أهمية الإعلان التفاعلي أيضًا نظرًا إلى أنه يحفز التفاعل الاجتماعي بشكل أكبر بين الموردين والمستهلكين المحتملين.[3]

## المساوئ
- في حين أنه من الممكن أن يكون الإعلان التفاعلي أكثر جاذبية بالنسبة إلى الجمهور المستعد، إلا أنه صعب، فهو مكلف ويتطلب تحضيره وقتًا طويلًا، خصوصًا بالنسبة إلى الأسواق المستهدفة التي يجب تحديدها وتحليلها بشكل سليم.
- يعود الإعلان التفاعلي بنفع أكبر على الصناعات، إذ يساعد الإبداع على لفت انتباه المشترين. على أي حال، لا يوجد مجال كبير لذلك في بعض الأسواق، ومن الممكن أن يصبح الاستخدام المفرط للإبداع شكلًا من أشكال الجلبة التي تحول دون إيصال الرسائل المقصودة إلى المستهلكين.[3]

## العناصر
ثمة العديد من الجوانب المختلفة للإعلان التفاعلي، بما في ذلك نظريات وأشكال متنوعة. من الممكن أن يعزز استخدام أنواع عديدة من الأدوات المعرفية والعروض التقديمية والإعلانية في المنظمات تأثيرَ حملاتها التي تطبق هذا النوع من الإعلان. وفقًا لتورسون (1996)، يمكن تصنيف جميع الإعلانات ضمن واحدة من خمس فئات رئيسية، بما في ذلك المنتج/الخدمة، أو إعلان الخدمة العامة، أو المطلب، أو الشركات والسياسة. يتفاعل نوع الإعلان مع محفزات المستخدم للتأثير على المخرجات، أو ردود فعل المستهلك، ما يعزز الحاجة إلى الإعلان التفاعلي ليكون وسيلة لإقناع المستهلكين المحتملين والجمهور الهدف.
عن طريق استخدام الإنترنت وسيلةً رئيسية للإعلان التفاعلي لدراسة النظريات، والأنواع، والمخرجات، يمكننا تحديد الجوانب المختلفة التي يتحكم فيها كل من المستخدِم أو المعلِن.

## الجوانب التي يخلقها المستخدم أو يتحكم فيها
تُعتبر الوظائف، ودوافع الإنترنت، والأسلوب العناصر الرئيسية للجوانب التي يتحكم فيها المستخدم. في الواقع، يناقش عدد من الباحثين والممارسين فكرة مفادها أن المستهلكين يتحكمون بالإنترنت أكثر من المعلنين (رويم وهوغتفدت، 1999). وصل البعض إلى حد القول بأن الإعلان التفاعلي والتقنيات الإعلانية لن تجدي نفعًا ما لم «يتقدم» الممارسون وينظروا إلى الإنترنت من وجهة نظر المستهلك (كروس وسميث، 1997).